# 3 dicembre
Il 3 dicembre è il 337º giorno del calendario gregoriano (il 338º negli anni bisestili). Mancano 28 giorni alla fine dell'anno.

## Eventi
- 915 - Papa Giovanni X incorona Berengario I imperatore del Sacro Romano Impero
- 1315 - Terremoto all'Aquila
- 1740 - Papa Benedetto XIV, nell'anno primo del suo pontificato, pubblica la prima lettera enciclica ufficiale della storia. Porta il titolo "Ubi Primum" ed è rivolta ai vescovi di tutto il mondo proprio sul tema del ministero del vescovo
- 1749 - Papa Benedetto XIV pubblica la lettera enciclica "Inter Praeteritos", sulle controversie e sulle facoltà per il conseguimento del Giubileo
- 1799 - Guerra della Seconda coalizione, nella battaglia di Wiesloch il colonnello austriaco Anton Sztáray sconfigge le truppe napoleoniche comandate dal generale Claude Lecourbe
- 1818 - L'Illinois diventa il 21º Stato degli USA
- 1828 - Lo sfidante Andrew Jackson sconfigge il presidente in carica John Quincy Adams e viene eletto presidente degli Stati Uniti
- 1894 - Lo scrittore scozzese Robert Louis Stevenson muore a Samoa, nell'isola di Upolu, all'età di 44 anni, a causa di una polmonite
- 1895 - Nasce Anna Freud, fondatrice della psicanalisi infantile.
- 1906
  - Viene firmato il primo contratto collettivo di lavoro tra il sindacato FIOM e la fabbrica di automobili Itala di Torino.
  - Il Football Club Torinese (costituito nel 1894) si trasforma in Football Club Torino, noto informalmente come Toro. I colori sociali passano dal giallo e nero al granata e bianco.
- 1912 - Prima guerra dei Balcani: dopo due mesi di guerra, Bulgaria, Montenegro e Serbia firmano un armistizio con la Turchia. La guerra però riprenderà il 3 febbraio fino al nuovo armistizio del 24 aprile 1913
- 1914 - Prima guerra mondiale: inizia la battaglia di al-Qurna
- 1928 - A Rio de Janeiro un idrovolante affonda nei pressi di Capo Arcona durante i festeggiamenti per il ritorno in patria di Alberto Santos-Dumont, uno dei pionieri dell'aviazione moderna
- 1929 - Grande depressione: il presidente statunitense Herbert Hoover annuncia al Congresso degli Stati Uniti che i peggiori effetti del recente crollo del mercato azionario sono alle spalle e che la nazione e il popolo americano hanno riacquistato fiducia nell'economia
- 1941 - Seconda guerra mondiale: inizia la seconda battaglia di Bir El Gobi
- 1944
  - Seconda guerra mondiale: nella Grecia appena liberata scoppia la guerra civile tra comunisti e monarchici
  - Seconda guerra mondiale: l'esercito statunitense attraversa il fiume Saar
- 1947 - Un tram che si chiama Desiderio, opera di Tennessee Williams, debutta a Broadway
- 1953 - Il Trattato di mutua difesa cino-americano viene firmato a Washington da Stati Uniti e Taiwan
- 1964 - Movimento per la libertà di opinione di Berkeley: la polizia arresta oltre 800 studenti all'Università di Berkeley, dopo l'occupazione e il sit-in di questi ultimi dell'edificio dell'amministrazione universitaria, eseguito per protestare contro la decisione dei reggenti di vietare manifestazioni contro la guerra del Vietnam sulle proprietà dell'Università
- 1967
  - Al Groote Schuur Hospital di Città del Capo (Sudafrica), il cinquantatreenne Lewis Washkansky diventa il primo essere umano ad essere sottoposto ad un trapianto di cuore, ma muore 18 giorni dopo a causa di una polmonite. L'operazione venne eseguita dal team guidato da Christiaan Barnard
  - Il treno di lusso 20th Century Limited completa la sua ultima corsa da New York a Chicago (il servizio venne inaugurato il 15 giugno 1902)
- 1970 - A Montréal (Québec) il commissario al commercio britannico James Cross viene rilasciato dai terroristi del Front de Libération du Québec, dopo essere stato tenuto in ostaggio per 60 giorni. La polizia negozia il suo rilascio e in cambio il governo canadese garantisce a cinque terroriste della Cellula Chenier dell'FLQ un salvacondotto per Cuba
- 1971
  - La sonda russa Mars 3 raggiunge Marte: invierà alla Terra poche foto
  - Scoppia la terza guerra indo-pakistana
- 1973 - Programma Pioneer: la sonda Pioneer 10 invia sulla Terra le prime immagini ravvicinate di Giove
- 1976
  - Patrick John Hillery diventa il sesto presidente della Repubblica d'Irlanda.
  - Fidel Castro viene nominato presidente del Consiglio di Cuba
- 1979 - A Cincinnati (Ohio) la calca al Riverfront Coliseum, durante un concerto degli Who provoca undici morti (i membri del gruppo sapranno della disgrazia solo dopo la fine dello show)
- 1984 - Disastro di Bhopal: una perdita di metilisocianato da una fabbrica di fitofarmaci della Union Carbide a Bhopal (Madhya Pradesh, India), uccide più di 3.800 persone e causa danni ad altre persone, stimate tra le 150.000 e le 600.000 (circa 6.000 moriranno in seguito per i danni riportati).[1] Si tratta di uno dei peggiori disastri industriali della storia[2]
- 1989 - Guerra fredda: in un incontro al largo della costa maltese, il presidente statunitense George H. W. Bush e il leader sovietico Michail Gorbačëv rilasciano dichiarazioni che indicano che la guerra fredda tra le due nazioni potrebbe giungere alla fine
- 1992
  - Nel centro di Manchester esplodono due bombe provocando 65 feriti, l'attentato verrà rivendicato dal Provisional Irish Republican Army
  - La petroliera greca Aegean Sea che trasporta 80.000 tonnellate di greggio, si arena nel corso di una tempesta mentre è in avvicinamento alla costa di La Coruña (Spagna), riversando in mare gran parte il carico
  - Viene approvata all'unanimità la Risoluzione ONU 794, una coalizione internazionale guidata dagli USA forma l'UNITAF, missione di pace incaricata di assicurare la distribuzione di aiuti umanitari e la pacificazione della Somalia
  - Il primo SMS della storia viene inviato dall'ingegnere britannico Neil Papworth da un computer a un cellulare sulla rete GSM Vodafone: il testo del messaggio era "MERRY CHRISTMAS"
- 1994 - La Sony lancia sul mercato la console di videogiochi PlayStation in Giappone, segnando il primo ingresso dell'azienda nel settore dei giochi domestici.
- 1997 - A Ottawa, in Canada, i rappresentanti di 121 nazioni firmano un trattato che vieta la produzione e l'impiego di mine anti-uomo. USA, Repubblica Popolare Cinese e Russia non firmano il trattato
- 1999
  - Dopo aver remato per 81 giorni e circa 4.500 chilometri, Tori Murden raggiunge Guadalupa dopo essere partita dalle Isole Canarie, diventando la prima donna ad attraversare l'Oceano Atlantico in solitaria su una barca a remi
  - La NASA perde il contatto radio con la Mars Polar Lander pochi istanti prima che questa entri nell'atmosfera di Marte
- 2006 - L'ex dittatore cileno Augusto Pinochet è colpito da attacco cardiaco e ricoverato in un ospedale militare. Il suo sacerdote personale gli impartisce l'estrema unzione
- 2007 - Durante uno scontro a fuoco con le forze dell'ordine, viene ucciso il boss della mafia siciliana Daniele Emmanuello
- 2012 - Il Tifone Bopha si abbatte sulle Filippine, causando almeno 475 vittime
- 2014 - L'Agenzia spaziale giapponese JAXA lancia la sonda automatica Hayabusa 2 dal Centro spaziale di Tanegashima per un viaggio di sei anni diretto verso l'asteroide 162173 Ryugu

## Nati
Ci sono circa 1 040 voci su persone nate il 3 dicembre; vedi la pagina Nati il 3 dicembre per un elenco descrittivo o la categoria Nati il 3 dicembre per un indice alfabetico.

## Morti
Ci sono circa 480 voci su persone morte il 3 dicembre; vedi la pagina Morti il 3 dicembre per un elenco descrittivo o la categoria Morti il 3 dicembre per un indice alfabetico.

## Feste e ricorrenze

### Civili
Internazionali:
- Giornata europea per i diritti delle persone disabili

### Religiose
Cristianesimo:
- San Francesco Saverio, sacerdote
- San Birino di Dorchester, vescovo
- San Cassiano di Tangeri, martiri
- Santi Claudio, Ilaria, Giasone e Mauro, martiri
- Santa Emma di Lesum, contessa
- San Lucio di Coira, vescovo e martire
- San Sofonia, profeta
- Beati Corrado e 7 compagni, martiri in Siria
- Beato Edoardo Coleman, martire
- Beato Giovanni Nepomuceno de Tschiderer, vescovo
- Beato Guglielmo de Bas, mercedario
- Beato Ladislao Bukowinski, sacerdote
- Beato Luigi Gallo, mercedario, martire

Religione romana antica e moderna:
- Bona Dea